# Devils (album The 69 Eyes)
Devils – siódmy album studyjny fińskiej grupy The 69 Eyes. Wyprodukowany przez Virgin Records/ EMI w 2004 roku.

## Lista utworów
1. "Devils" – 3:52
2. "Feel Berlin" – 4:09
3. "Nothing on You" – 4:10
4. "Sister of Charity" – 5:04
5. "Lost Boys" – 3:23
6. "Jimmy" – 3:10
7. "August Moon" – 3:37
8. "Beneath the Blue" (feat. Ville Valo) – 3:13
9. "Christina Death" – 4:02
10. "Hevioso" – 4:12
11. "Only You Can Save Me" – 3:33
Utwory bonusowe
12. "From Dusk 'Til Dawn"
13. "Pitchblack"

## Single
Lost Boys
1. "Lost Boys" – 3:25

Devils
1. "Devils" – 4:00
2. "From Dusk 'Til Dawn" – 3:22

Feel Berlin
1. "Feel Berlin" (Edit) – 3:58
2. "Pitchblack" – 4:49
3. "Devils" (Video)

Feel Berlin – Maxi Single
1. "Feel Berlin" (Radio Edit) – 3:58
2. "Feel Berlin" (Original Version) – 4:07
3. "From Dusk Till Dawn" – 3:22
4. "Feel Berlin"(Live) – 4:42
5. "Lost Boys"(Live) – 4:43

Sister of Charity
1. "Sister of Charity" – 5:04
2. "Lost Boys" (Video)